# سیارک ۱۰۹۳۴
سیارک ۱۰۹۳۴ (به انگلیسی: 10934 Pauldelvaux، نامگذاری:1998DN34) ده هزار و نهصد و سی و چهارمین سیارک کشف شده‌است که در ۲۷ فوریه ۱۹۹۸ کشف شد.
قدر مطلق سیارک برابر ۱۲٫۹۰ است.